# Temporada 1983-84 de los San Antonio Spurs
La temporada 1983-84 fue la octava de los San Antonio Spurs en la NBA, tras la fusión de la liga con la ABA, donde había jugado nueve temporadas, seis en Dallas y tres en San Antonio. La temporada regular acabó con 37 victorias y 45 derrotas, ocupando el décimo puesto de la conferencia Oeste, no logrando clasificarse para los playoffs.

## Elecciones en elDraft
| Ronda | Puesto | Jugador          | Posición | Nacionalidad   | Universidad    |
| ----- | ------ | ---------------- | -------- | -------------- | -------------- |
| 1     | 19     | John Paxson      | Base     | Estados Unidos | Notre Dame     |
| 2     | 35     | Darrell Lockhart | Pívot    | Estados Unidos | Auburn         |
| 2     | 46     | Kevin Williams   | Base     | Estados Unidos | St. John's     |
| 4     | 90     | Brant Weidner    | Alero    | Estados Unidos | William & Mary |

## Temporada regular
| División Atlántico  | División Atlántico | División Atlántico | División Atlántico | División Atlántico | División Atlántico | División Atlántico | División Atlántico | División Atlántico |
| Equipo              | G                  | P                  | %                  | PD                 | Casa               | Fuera              | Div                |                    |
| ------------------- | ------------------ | ------------------ | ------------------ | ------------------ | ------------------ | ------------------ | ------------------ | ------------------ |
| y-Utah Jazz         | 45                 | 37                 | .549               | –                  | 31–10              | 14–27              | 15–15              |                    |
| x-Dallas Mavericks  | 43                 | 39                 | .524               | 2                  | 31–10              | 12–29              | 19–11              |                    |
| x-Denver Nuggets    | 38                 | 44                 | .463               | 7                  | 27–14              | 11–30              | 16–14              |                    |
| x-Kansas City Kings | 38                 | 44                 | .463               | 7                  | 26–15              | 12–29              | 16–14              |                    |
| San Antonio Spurs   | 37                 | 45                 | .451               | 8                  | 28–13              | 9–32               | 14–16              |                    |
| Houston Rockets     | 29                 | 53                 | .354               | 16                 | 21–20              | 8–33               | 9–21               |                    |

## Estadísticas
| Rk | Jugador            | Edad | P  | PT | MP   | TC   | TCI  | %TC   | T3  | T3I | %T3   | TL  | TLI | %TL   | RO  | RD  | RT   | AS   | RB  | TAP | BP  | FP  | PTS  |
| -- | ------------------ | ---- | -- | -- | ---- | ---- | ---- | ----- | --- | --- | ----- | --- | --- | ----- | --- | --- | ---- | ---- | --- | --- | --- | --- | ---- |
| 1  | Mike Mitchell      | 28   | 79 | 79 | 36.1 | 9.9  | 20.2 | .488  | 0.1 | 0.2 | .429  | 3.5 | 4.5 | .779  | 2.4 | 4.8 | 7.2  | 1.2  | 0.8 | 0.9 | 1.8 | 3.2 | 23.3 |
| 2  | George Gervin      | 31   | 76 | 76 | 34.0 | 10.1 | 20.5 | .490  | 0.1 | 0.3 | .417  | 5.6 | 6.7 | .842  | 1.4 | 2.7 | 4.1  | 2.9  | 1.0 | 0.6 | 2.9 | 2.9 | 25.9 |
| 3  | Gene Banks         | 24   | 80 | 66 | 32.5 | 5.3  | 9.3  | .568  | 0.0 | 0.1 | .167  | 2.5 | 3.4 | .741  | 2.6 | 4.7 | 7.3  | 3.2  | 1.3 | 0.3 | 2.1 | 3.2 | 13.1 |
| 4  | Artis Gilmore      | 34   | 64 | 59 | 31.8 | 5.5  | 8.7  | .631  | 0.0 | 0.0 | .000  | 4.4 | 6.1 | .718  | 3.3 | 7.0 | 10.3 | 1.1  | 0.6 | 2.1 | 2.3 | 3.6 | 15.3 |
| 5  | John Lucas         | 30   | 63 | 39 | 28.7 | 4.4  | 9.4  | .462  | 0.3 | 1.1 | .275  | 1.9 | 2.5 | .764  | 0.4 | 2.5 | 2.9  | 10.7 | 1.5 | 0.1 | 2.3 | 2.0 | 10.9 |
| 6  | Johnny Moore       | 25   | 59 | 42 | 28.0 | 3.9  | 8.8  | .446  | 0.5 | 1.5 | .322  | 1.8 | 2.4 | .755  | 0.6 | 2.4 | 3.0  | 9.6  | 2.1 | 0.3 | 2.4 | 2.8 | 10.1 |
| 7  | Edgar Jones        | 27   | 81 | 33 | 21.9 | 4.0  | 8.0  | .500  | 0.1 | 0.2 | .316  | 2.2 | 3.0 | .727  | 1.8 | 3.8 | 5.5  | 1.0  | 0.8 | 1.3 | 1.5 | 3.7 | 10.2 |
| 8  | Ron Brewer         | 28   | 40 | 5  | 19.6 | 3.8  | 8.6  | .441  | 0.1 | 0.3 | .231  | 1.0 | 1.3 | .820  | 0.4 | 0.8 | 1.3  | 1.1  | 0.5 | 0.4 | 0.8 | 1.4 | 8.7  |
| 9  | Fred Roberts       | 23   | 79 | 8  | 19.4 | 2.7  | 5.1  | .536  | 0.0 | 0.1 | .250  | 1.8 | 2.2 | .837  | 1.3 | 2.6 | 3.8  | 1.2  | 0.7 | 0.5 | 1.3 | 2.8 | 7.3  |
| 10 | Mark McNamara      | 24   | 70 | 3  | 14.8 | 2.2  | 3.6  | .621  | 0.0 | 0.0 |       | 1.1 | 2.2 | .471  | 2.0 | 2.6 | 4.5  | 0.4  | 0.2 | 0.2 | 1.3 | 2.0 | 5.5  |
| 11 | Keith Edmonson     | 23   | 40 | 0  | 13.0 | 3.4  | 6.9  | .493  | 0.0 | 0.0 |       | 1.9 | 2.5 | .752  | 1.0 | 0.8 | 1.8  | 0.7  | 0.6 | 0.2 | 1.1 | 1.7 | 8.7  |
| 12 | Kevin Williams     | 22   | 19 | 0  | 10.5 | 1.3  | 3.1  | .431  | 0.0 | 0.1 | .000  | 1.3 | 1.7 | .781  | 0.2 | 0.5 | 0.7  | 2.3  | 0.4 | 0.2 | 1.2 | 2.2 | 3.9  |
| 13 | John Paxson        | 23   | 49 | 0  | 9.3  | 1.2  | 2.8  | .445  | 0.1 | 0.4 | .182  | 0.3 | 0.5 | .615  | 0.1 | 0.6 | 0.7  | 3.0  | 0.2 | 0.0 | 0.7 | 1.0 | 2.9  |
| 14 | Dave Robisch       | 34   | 4  | 0  | 9.3  | 1.0  | 2.0  | .500  | 0.0 | 0.0 |       | 0.0 | 0.0 |       | 0.5 | 1.5 | 2.0  | 0.3  | 0.0 | 0.0 | 0.3 | 2.0 | 2.0  |
| 15 | Dave Batton        | 27   | 4  | 0  | 7.8  | 1.3  | 2.5  | .500  | 0.0 | 0.0 |       | 0.0 | 0.0 |       | 0.3 | 0.8 | 1.0  | 0.8  | 0.0 | 0.8 | 1.0 | 1.3 | 2.5  |
| 16 | Darrell Lockhart   | 23   | 2  | 0  | 7.0  | 1.0  | 1.0  | 1.000 | 0.0 | 0.0 |       | 0.0 | 0.0 |       | 0.0 | 1.5 | 1.5  | 0.0  | 0.0 | 0.0 | 1.0 | 2.5 | 2.0  |
| 17 | Brant Weidner      | 23   | 8  | 0  | 4.8  | 0.3  | 1.1  | .222  | 0.0 | 0.0 |       | 0.5 | 0.5 | 1.000 | 0.5 | 0.9 | 1.4  | 0.0  | 0.0 | 0.3 | 0.3 | 0.6 | 1.0  |
| 18 | Steve Lingenfelter | 25   | 3  | 0  | 4.7  | 0.3  | 0.3  | 1.000 | 0.0 | 0.0 |       | 0.0 | 0.7 | .000  | 1.0 | 0.3 | 1.3  | 0.3  | 0.0 | 0.0 | 0.3 | 2.0 | 0.7  |
| 19 | Bob Miller         | 27   | 2  | 0  | 4.0  | 1.0  | 1.5  | .667  | 0.0 | 0.0 |       | 0.0 | 0.0 |       | 1.0 | 1.5 | 2.5  | 0.5  | 0.0 | 0.5 | 0.0 | 2.5 | 2.0  |
| 20 | Roger Phegley      | 27   | 3  | 0  | 3.7  | 0.7  | 1.3  | .500  | 0.3 | 0.3 | 1.000 | 0.7 | 0.7 | 1.000 | 0.0 | 0.7 | 0.7  | 0.7  | 0.0 | 0.0 | 0.3 | 0.3 | 2.3  |

## Galardones y récords
| Jugador       | Galardón |
| George Gervin | All-Star |